# 常楽寺 (久喜市)
常楽寺（じょうらくじ）は、埼玉県久喜市青毛字上青毛にある寺院である。山号は護摩山（ごまざん）、院号は光明院。新義真言宗智山派。

## 歴史
本山は埼玉県幸手市に所在する正福寺であり、開創は1596年（慶長元年）、開山は1612年（慶長17年）以前に弘賢により開かれた新義真言宗智山派の寺院である。本尊は大日如来である。

## 大日堂

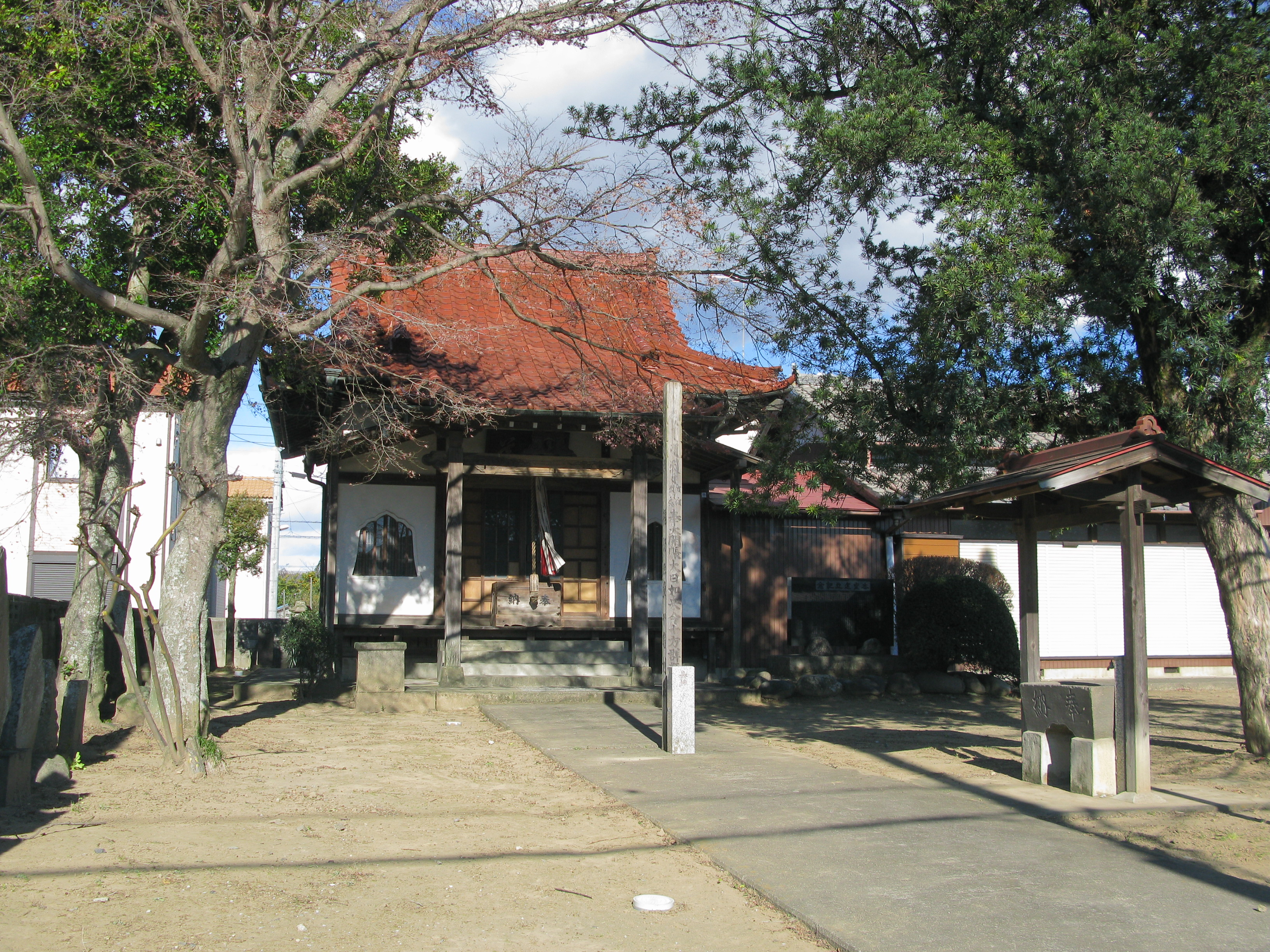
大日堂（2011年11月・）

大日堂（だいにちどう）は久喜市青毛4丁目（旧地名：青毛字中島）にある仏堂である。
この大日堂には大日如来が安置されており、常楽寺の管理となっている。主な行事として「お開帳」がある。「お開帳」は12年に一度、3月4日に行われ、本尊の大日如来（「お竹大日様」）が開扉される。この行事は3日間あり、初日の3月3日が準備日であり大日堂に幟を立て、その入口に杉の葉を柱にした凱旋門を設ける。翌4日が中日と呼ばれ行事の中心の日である。午前10時に地区の人々が行列を成して常楽寺を後にし、1時間ほどをかけ大日堂まで練り歩く。到着すると僧侶による読経と護摩焚きが行われる。最終日の5日が片付けを行う日とされている。近年では2006年（平成18年）がこの「お開帳」の年になっており、1982年（昭和57年）の「お開帳」の際には未就学児による稚児行列が催された。
この他、「星祭り」という行事がある。この行事は12月22日に読経を行ってもらい、厄除けのお札を受け取るというものである。かつて1955年（昭和30年）頃まではこの日に漫才師や浪曲語りを東京方面より大日堂境内に招き入れ、地域の楽しみの一つとなっていた。

## 境内
| 常楽寺 - 本堂 - 墓地 - 山門 - 護摩山常楽寺縁起の碑 - 興教大師像 - 十三層塔 - 十三仏像 - 地蔵菩薩像 | 大日堂 - 本堂 - 大日尊縁起の碑 - 石灯籠 |

## 交通アクセス
常楽寺
- 久喜駅東口より朝日バス（のりば1）より「青葉団地循環」・[KU16]「幸手駅西口行き」に乗車、「県営住宅入口（乗車約10分）」下車、北方へ徒歩約3分（道程約250m）。運賃は190円。
- 久喜駅東口より久喜市内循環バスのりばにて「野久喜・吉羽循環」に乗車、「ふれあいセンター久喜（乗車約14分）」下車、北方へ徒歩約3分（道程約250m）。運賃は100円。1日乗車券は200円。（市内循環バス　久喜市ホームページ）
- 幸手駅西口より朝日バス[KU16]「久喜駅東口行き」に乗車、「県営住宅入口（乗車、約9分）」下車、北方へ徒歩約3分（道程約250m）。運賃は210円。

大日堂
- 久喜駅東口より朝日バス（のりば2）より「吉羽・栗原・青毛経由 朝日バス車庫行き」に乗車、「青毛4丁目（乗車約20分）」または「青毛2丁目（乗車約20分）」にて下車、エンゼル公園の北方へそれぞれのバス停より徒歩約3分（距離約300m）。[7]運賃は180円。
- 幸手駅西口より西方へ徒歩にて約15分。（道程約1km）。

## 周辺
| 常楽寺周辺 - 青毛五柱神社 - 久喜市立青毛小学校 - ふれあいセンター久喜 - 久喜青葉団地 - 青葉公園 - けやきの木共同作業所 - 葛西用水路 - 平沼落川 - 流作水路 - 天王新堀 | 大日堂周辺 - 川瀬家のイヌマキ - 久喜市指定 天然記念物 1985年（昭和60年）4月1日指定 - 葛西用水路 - エンゼル公園 - あおば幼稚園 |

## 関連文献
- 「青毛村 常楽寺」『新編武蔵風土記稿』 巻ノ210埼玉郡ノ12、内務省地理局、1884年6月。NDLJP:764008/114。